# 野崎武司
野崎 武司（のざき たけし、1962年11月1日 - ）は、神奈川県出身の元騎手。現役時代は川崎競馬・福島幸三郎→大和田五郎厩舎に所属。得意戦法は先行。勝負服の柄は胴青・桃菱山形一本輪、袖桃。

## 来歴
1979年11月19日デビュー、翌1980年2月4日に初勝利を挙げる。
現役時代は南関東史上稀代の名牝ロジータの主戦騎手を務めた。自身初の重賞制覇もこのロジータ（1989年ニューイヤーカップ）によるものであり、その後も南関東三冠（1989年当時は羽田盃、東京ダービー、東京王冠賞）、東京大賞典、翌1990年の川崎記念を制すなど、15戦すべてに騎乗し10勝（重賞8勝）を挙げた。
その後も比較的騎手層の厚い川崎競馬でリーディング上位を維持するなど堅実な活躍を見せた。また神奈川県騎手会の騎手会長も務めた。
2005年2月28日の競走をもって騎手を引退。生涯成績は6694戦839勝（中央10戦0勝）重賞12勝。
2006年末頃から一時シンガポールの高岡秀行厩舎でトラックライダーをやっていた。

## 主な勝鞍
南関東競馬
- ニューイヤーカップ：ロジータ（1989年）
- 京浜盃：ロジータ（1989年）
- 桜花賞：ロジータ（1989年）
- 羽田盃：ロジータ（1989年）
- 東京ダービー：ロジータ（1989年）
- 東京王冠賞：ロジータ（1989年）
- 東京大賞典：ロジータ（1989年）
- 川崎記念：ロジータ（1990年）
- 青雲賞：フジノリニアー（1990年）
- ブルーバードカップ：マルゼンマオ（1996年）
- テレビ埼玉杯：ヘイセイベル（1996年）
- エメラルドカップ：スターシービー（2000年）
- 戸塚記念：ティーケーツヨシ（2003年）